# بارت رامسلار
بارت رامسلار (هلندی: Bart Ramselaar؛ زادهٔ ۲۹ ژوئن ۱۹۹۶) بازیکن فوتبال اهل هلند است.

## باشگاهی
از باشگاه‌هایی که در آن بازی کرده‌است می‌توان به اوترخت و پی‌اس‌وی اشاره کرد.

## تیم ملی
وی همچنین در تیم ملی فوتبال هلند بازی کرده است.